# Hypochaeris arenaria
Hypochaeris arenaria là một loài thực vật có hoa trong họ Cúc. Loài này được Gaudich. mô tả khoa học đầu tiên năm 1825.